# 美濃水庫
美濃水庫，是臺灣一座計畫中的水庫，計畫位址位於高雄市美濃區。計畫中的美濃水庫為離槽水庫，壩址位於美濃區廣林里附近，計劃從六龜區舊庄引荖濃溪水經地下輸水管注入美濃水庫，大壩採滾壓式土石壩，壩高預定145.5公尺，寬200公尺，蓄水量3億2800萬立方公尺，年發電量14500萬度，日供水量188萬噸，年供水量達40620萬立方公尺，供水面積4300平方公里，供水人口預估684萬。